# Euphorbia angustiflora
Euphorbia angustiflora es una especie de fanerógama perteneciente a la familia Euphorbiaceae..

## Descripción
Es una planta suculenta densamente ramificada, perennifolia y espinosa que forma matas de ± 20 cm de altura y 50 cm de diámetro; las ramas son tetrangulares y de 1 cm de espesor; los ángulos prominentemente sinuado-dentados, con dientes de 1-1,5 cm de longitud.

## Distribución y hábitat
Es endémica de Tanzania, donde se encuentra en los afloramientos de roca en los bosques de Brachystegia, a una altitud de 1100-1500 m.

## Taxonomía
Euphorbia angustiflora fue descrito por Ferdinand Albin Pax y publicado en Botanische Jahrbücher für Systematik, Pflanzengeschichte und Pflanzengeographie 34: 82. 1904.
Etimología
Euphorbia: nombre genérico que deriva del médico griego del rey Juba II de Mauritania (52 a 50 a. C. - 23), Euphorbus, en su honor – o en alusión a su gran vientre – ya que usaba médicamente Euphorbia resinifera. En 1753 Carlos Linneo asignó el nombre a todo el género.
angustiflora: epíteto latino que significa "con flores estrechas".